# Pacto Anticomintern

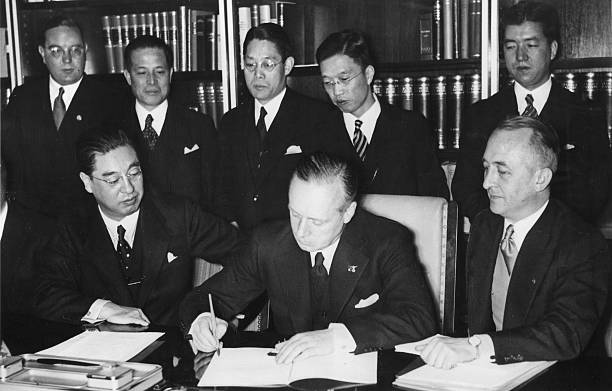
Embaixador japonês Kintomo Mushakoji e o ministro alemão Joachim von Ribbentrop na assinatura do pacto.

O Pacto Anticomintern foi assinado em 25 de novembro de 1936 entre o Império do Japão e a Alemanha nazista, onde ambas as nações se comprometeram a tomar medidas para se protegerem contra a ameaça da União das Repúblicas Socialistas Soviéticas (Comintern). O pacto, basicamente, era específico para garantir a capacidade do "Eixo" de atacar uma potencial ameaça soviética em duas frentes: ao Leste com a Alemanha e ao Oeste com o Japão, tentando impedir o avanço da União Soviética e de revoluções pró-União Soviética na Ásia.
Em caso de ataque da União Soviética contra a Alemanha ou o Japão, os dois últimos comprometiam-se a efetuar consultas acerca das medidas a serem tomadas para proteger os seus interesses comuns. Também concordaram que nenhum dos dois concluiria tratados políticos com a União Soviética. A Alemanha, ademais, concordou em reconhecer o Manchukuo, o Estado-fantoche japonês na Manchúria. Em 1937, a Itália aderiu ao Pacto, formando o grupo que mais tarde seria conhecido como o Eixo. Em 1939, aderiram a Espanha, a Hungria e o Manchukuo. Apesar do pacto de não-agressão germano-soviética de 1939 (Pacto Molotov-Ribbentrop) e do tratado de neutralidade assinado por Tóquio com Moscou, o pacto foi renovado por outros cinco anos, em novembro de 1941.